# ことばのたまてばこ
『ことばのたまてばこ』は、名古屋CBCラジオにおいて放送されていた朗読番組。2000年10月8日開始、2011年8月28日終了。

## 概要
CBCアナウンサーが週替わりで登場し、各アナウンサーが自ら厳選した作品を朗読していた。
放送開始当初は、『中西直輝のサンデーサファリ』の一コーナー。2002年4月7日から一旦は独立番組となったが、2007年4月からは『神山里美のホッとna日曜』の一コーナーとなり、2009年4月から番組終了までは後継番組の『サンデーみか 〜Mika's MUSIC MUSEUM〜』の一コーナーとなった。
渡辺美香、大橋麻美子両アナウンサーの発案による、同名の朗読会（舞台）も積極的に開催されていた。（初演は2001年3月17日）。
2011年8月28日の放送を最後に終了。翌週9月4日からは同じ時間枠･出演者で後継番組『ことばのおもちゃばこ』がスタートした。『たまてばこ』では童話、小説、エッセイなど幅広い書物の朗読が行われていたが、『おもちゃばこ』は童話の朗読に特化している。

## 放送時間、および司会者の変遷
- 2000年10月〜2002年3月：日曜日13時20分〜13時30分／中西直輝アナウンサー
- 2002年4月〜2002年6月：日曜日24時20分〜24時29分／重盛啓之アナウンサー（独立番組となる）
- 2002年7月〜2002年9月：日曜日24時20分〜24時29分／大園康志アナウンサー（重盛アナが社内人事異動でアナウンス職を離れたため、司会者交替。大園アナは、同番組のプロデューサーも兼務）
- 2002年10月〜2003年4月：土曜日12時20分〜12時29分／大園康志アナウンサー
- 2003年5月〜2005年9月：土曜日12時15分〜12時29分（放送時間が、5分拡大）／大園康志アナウンサー
- 2005年10月〜2007年3月：日曜日14時45分〜14時59分／大園康志アナウンサー
- 2007年4月〜2008年6月：日曜日9時45分〜9時59分／大園康志アナウンサー
- 2008年7月〜2011年8月：日曜日9時45分〜9時59分／沢朋宏アナウンサー（大園アナが社内人事異動でアナウンス職を離れたため、司会者交替。沢アナは『ことばのおもちゃばこ』でも引き続き司会を担当。）

## 受賞歴
- 第29回（2004年）アノンシスト賞「ラジオ読み・ナレーション部門／優秀賞」：中橋かおりアナウンサー『その夜、僕は奇跡を祈った ～ クリスマスの仕事（著・田口ランディ／大和出版）』
- 第30回（2005年）アノンシスト賞「アナウンサー活動部門賞」：大園康志アナウンサー『第9回CBCアナウンサー朗読会における、オリジナル上演作品「ああ熊野灘」の、脚本･演出･プロデュース活動』
- 第32回（2007年）アノンシスト賞「ラジオ読み・ナレーション部門／優秀賞」：宮部和裕アナウンサー『バイバイラジオスター ～ 日傘のお兄さん（著・豊島ミホ／新潮社）』
- 第33回（2008年）アノンシスト賞「CM部門／最優秀賞」：沢朋宏アナウンサー『鳥肌ハイツ4号室（作家、平山夢明とのコラボレーション企画。インターネット番組）』その告知CM
- 第35回（2010年）アノンシスト賞「ラジオ読み・ナレーション部門／優秀賞」：渡辺美香アナウンサー『カフーを待ちわびて（著・原田マハ／宝島社）』